# Билинкис, Михаил Яковлевич
Михаи́л Я́ковлевич Били́нкис (1945—2007) — российский филолог-русист, преподаватель. Доцент кафедры истории русской литературы СПбГУ, литературовед, специалист по истории русской литературы и общественной мысли XVIII — первой половины XIX в., теории литературы.

## Биография
Сын известного литературоведа Я. С. Билинкиса (1926—2001). После окончания в 1962 году средней школы в г. Умани (Украина) поступил на отделение русского языка и литературы историко-филологического факультета Тартуского университета, где под руководством проф. Ю. М. Лотмана занимается русской литературой XVIII века. Первые печатные работы относятся к этому времени.
В 1968 году по семейным обстоятельствам переехал в Ленинград, где возобновил учёбу, прерванную службой в армии, на заочном отделении филологического факультета ЛГУ, которое и окончил в 1969 году. В том же году переехпл в Москву, где с 1970 по 1972 году работал методистом Отдела школьных музеев при ГИМе.
В 1972 году перешёл на кафедру русской и зарубежной литератур Костромского пединститута, где работал до 1979 года. С начала 1979 жил в Ленинграде; до 1984 года работал в вечерней средней школе № 195 учителем русского языка и литературы. В период работы в школе состоял членом методического совета по литературе городского Института усовершенствования учителей. С 1984 по 1985 год — преподаватель кафедры иностранных языков в Сельскохозяйственном институте (г. Пушкин); секретарь институтского отделения общества СССР — Италия, член общества «Знание». С 1986 года — преподаватель-почасовик на кафедре истории русской литературы филологического факультета ЛГУ, в 1987 году избран доцентом этой кафедры, где работал до своей кончины. Читал курсы по истории русской литературы XVIII и XIX веков, введению в литературоведение, теории литературы, вёл спецкурсы и спецсеминары, руководил курсовыми и дипломными работами. Несколько лет по договору преподавал русский язык и литературу в университете г. Тэгу (Южная Корея). Продолжал читать лекции, даже будучи уже тяжело больным до самых последних дней жизни.
Похоронен на кладбище Санкт-Петербургского крематория (семейное захоронение).

## Научная деятельность
Первая публикация вышла в 1967 году. С тех пор М. Я. Билинкис напечатал несколько десятков работ. Научные интересы связаны в основном с историей русской литературы и общественной жизни XVIII в.
Этому был посвящён и его фундаментальный курс истории русской литературы XVIII в., а также специальные курсы «Радищев как писатель», «Идеологические системы и структура текста в русской культуре XVIII в.» и ряд др., читавшиеся в Костромском пединституте и в Ленинградском (впоследствии СПбГУ) университете. Ещё в студенческие годы проявился интерес М. Б. к личности и творчеству Н. И. Новикова, а также к тесно связанной с ним истории русского масонства и масонской литературы, чем в те годы ещё мало кто занимался (см. статью о специфике просветительских взглядов Новикова в сб. «Quinquagenario» (1972) и развитие этой темы в более поздней работе «„Герменевтическая библиотека“ Н. И. Новикова»).
В 1979 М. Б. защитил кандидатскую диссертацию «Взаимоотношения документальных жанров и беллетристики в русской литературе 60-х годов XVIII века» (научный руководитель — проф. Ю. М. Лотман), где впервые дан обстоятельный анализ жанрового своеобразия самых разнообразных по своим бытовым, жизненным и литературным функциям русских прозаических текстов XVIII столетия. На основе диссертации возникла книга «Русская проза XVIII века. Документальные жанры. Повесть. Роман» (1996). В книге показано различие в репрезентации личности пишущего дневник, воспоминание, записки и т. п. тексты, что приводит к зарождению «художественности» в сугубо документальных жанрах, а впоследствии проявляется в текстах повестей конца века XVIII — нач. XIX в., в первую очередь — в карамзинской традиции В монографии также исследуются процессы, протекавшие в русской прозе XVIII в. в связи с культурными представлениями этого времени — формирование таких понятий как событие, личность, история и др. Главный интерес исследования направлен на то, чтобы показать, как совершается движение от словесности к собственно литературе. В качестве материала использован и основательно проанализирован с точки зрения функциональности этих понятий широкий круг источников, который до того мало использовался в исследовательской литературе (мемуары, записки, дневники и пр.). Документальная литература рассмотрена в книге на фоне массовой беллетристики XVIII века, явившейся основанием для будущего расцвета русской прозы.
До конца творческой деятельности М. Б. не покидало возникшее ещё в студенческие годы увлечение герменевтикой, стиховедением и другими областями теоретико-литературного знания. О широте его научных интересов свидетельствуют доклады, прочитанные на научных конференциях: «Герметическая библиотека Н. И. Новикова» (Международная конференция «500 лет гностицизма в Европе» Москва, Библиотека иностранной литературы им. Рудомино; 24-28 марта 1993); «В. К. Тредиаковский и миф о начале русской культуры» (5 World Congress on Central & East European Studies: Warsaw, August 6-11, 1995); «Идеологические системы и структура русских текстов XVIII в.» (2-я Международная конференция по проблемам гностицизма. Москва, Библиотека иностранной литературы им. Рудомино; 24-28 марта 1996): «Природа дидактического пафоса русской литературы XVIII в.» (Симпозиум участников международного движения «Моральное перевооружение». Стокгольм, Швеция; 7-12 августа 1996); «Об умном и образованном Monsieur L’Abbé» (Международная конференция «Проблемы изучения и преподавания русского языка и русской литературы». Taegu (Южная Корея), 1998); «„Непрерывный“ текст» (Международная конференция «Eastern Studies Encounter Western Studies». Taegu (Южная Корея), октябрь 1998; «Последняя книга Ю. М. Лотмана и современные проблемы культурологи» (Семинар в Университете иностранных языков, Сеул, декабрь, 1998) и ряд др.
С конца 1980-х М. Б. много работал в области комментирования хрестоматийных текстов русской литературы. Выпустил ряд комментированных изданий произведений русских литературоведов (Долинин А. С. Достоевский и другие. Л., 1989), а также классиков (некоторые совместно с О. В. Евдокимовой, В. М. Марковичем): «Горе от ума» А. С. Грибоедова, «Господа Головлевы» М. Е. Салтыкова-Щедрина и др.). Много работал для средней школы (см., напр. статью: Сценическая жизнь «Горе от ума» // Литература в школе. 1990. № 1), занимался популяризацией литературы (напр.: участие в издании: «Русская трагедия: Пьеса А. Н. Островского „Гроза“ в русской классике и литературоведении» (СПб., 2002 и др.). В процессе выпуска филологическим факультетом капитального издания «Три века Санкт-Петербурга: Энциклопедия» уже тяжело больной написал обширный корпус словарных статей (по существу являющихся новаторскими исследованиями писателей и литературных явлений первой половины XIX в): (Г. С. Батеньков, Ф. В. Булгарин, А. В. Воейков, Вольное общество любителей российской словесности, П. А. Вяземский, Е. А. Ганн, Ф. Н. Глинка, Д. В. Давыдов, П. А. Катенин, А. О. Корнилович, А. П. Куницын, В. К. Кюхельбекер) (См.: Три века Санкт-Петербурга: Энциклопедия: В 3 т. Т. 2. Кн. 1, 2, 3. СПб., 2003, 2004, 2005). Неожиданной, но в определённом отношении и закономерной явилась последняя (вышедшая посмертно) работа М. Б., написанная совместно с женой И. Л. Днепровой, посвящённая анализу произведения Иосифа Бродского «Двадцать сонетов к Марии Стюарт» Этот цикл стихотворных текстов Бродского, для самого поэта внутренне связанный с «Божественной комедией», рассматривается в статье как единое художественное целое, начиная с его самооценки и кончая анализом оригинальности жанра, образности, ритмических рисунков сонетов и т. п.

## Публикации
- Мемуары А. Е. Лабзиной как исторический и литературный источник // Материалы XXII студенческой научной конференции: Поэтика. История литературы. Лингвистика. Тарту, 1967; Жанровые и текстовые признаки мемуаров // Там же. (Совм. с Т. Александровой, С. Коллак, А. Рогинским);
- Об одном герметическом тексте // III летняя школа по вторичным моделирующим системам. Тезисы. Доклады. Тарту. 1968; Пространство и система персонажей в повестях М. М. Хераскова // Русская филология. Вып. 3. Тарту, 1971;
- «Опыт теории политики» Н. И. Тургенева // Освободительное движение. Вып. 1. Саратов, 1972 (Совм. С. Е. Бешенковским, В. В. Пугачевым); Заметки о И. И. Новикове // Quinquagenario:
- Сб. ст. молодых филологов к 50-летию проф. Ю. М. Лотмана. Тарту, 1972; «Рассуждение об Англии и Франции» Н. И. Тургенева // Освободительное движение. Вып. 2. Саратов, 1973 (Совм. с Е. Б. Бешенковским и В. В. Пугачевым);
- Проблемы мемуарного жанра в русской литературе первой трети XVIII века // Вопросы эстетики и поэтики. Ярославль, 1976;
- «Блистал Фонвизин, друг свободы…» // Нева, 1981. № 2;
- Споры о романе в России середины XVIII века // Studia Slavica Yungaria. XXVII, Budapest, 1982;
- Документальные тексты в русской культуре первой половины XVIII века // Studia filologžne. Filologia rocinska. Bydgoszcz, 1983;
- В контексте литературных споров: Комедия А. А. Шаховского «Урок кокеткам, или Липецкие воды» // Анализ драматического произведения. Л., 1988;
- Герметическая библиотека Н. И. Новикова // Материалы Международной конференции «500 лет гностицизма а Европе». М., 1994;
- Спор о первенстве, или Основание мифа // Имя, сюжет, миф: Межвузовский сборник. СПб., 1996.
- Русская проза XVIII века. Документальные жанры. Повесть. Роман. СПб., 1996;
- «Непрерывный» текст // Eastern Studies Encounter Western Studies. Taegu, 1998;
- Об умном и образованном Monsieur L’Abbé // Проблемы изучения и преподавания русского языка и русской литературы. Taegu. 1999;
- Феномен Пушкина. «Проблемы пушкинских текстов» («Литература» и «жизнь» в 1824 году) // The Papers of International Conference in Korea University. Seoul. 1999. Korea University;
- Пушкин и наследие XVIII столетия (Комментарий к постановке проблемы) // The 1-st Pushkin’s Conference. Seoul. 1999. Seoul University;
- Некоторые особенности конструирования поэтического цикла («20 сонетов Марии Стюарт» И. Бродского) // The Western Studies. The papers of the 5-th International Conference Seoul. 2001;
- Сны конармейца Лютова // Сны в русской литературе. СПб., 2004; «Горе от ума» на русской сцене. СПб., 1996. (Совм. Я. С. Билинкисом);
- А. Н. Островский и «островитяне» // А. Н. Островский в современном мире. Материалы Международной конференции в Щелыково. Ярославль. 2005;
- «Часть речи» в «непрерывном» тексте: «20 сонетов к Марии Стюарт» И. Бродского. (Postumus) // Homo Ubiversitatis. Памяти Аскольда Борисовича Муратова (1937—2005): Сб. ст. СПб., 2009 (Совм. с И. Л. Днепровой); Энциклопедические статьи в энциклопедии «Три века Санкт-Петербурга» (см. выше).